# Sien Diels
Francine (Sien) Diels (Turnhout, 1 augustus 1947 –  Leuven, 17 oktober 2021) was een Vlaams actrice, die vooral bekend is van haar 36 jaar lange medewerking aan het Nederlandstalige kinderprogramma Sesamstraat.

## Loopbaan
Diels studeerde in 1969 af in de richting toneel aan het Koninklijk Conservatorium Brussel. Zij begon haar loopbaan bij het Mechels Miniatuur Teater. Later was zij actief als freelance actrice, onder meer bij het gezelschap Theater Malpertuis. Daarnaast werd ze docente aan de academie van Ninove en vervolgens aan het Conservatorium van Mechelen, wat ze tot haar pensionering in 2010 bleef doen.
In 1975 maakte ze de overstap naar televisie en werkte ze mee aan de jeugdserie Tim. Van 1976 tot 2012 gaf zij gestalte aan een van de vaste personages in Sesamstraat. Daarnaast was ze te zien in kleine rollen in onder andere Thuis (2003), Witse (2004), F.C. De Kampioenen (2001), Sedes & Belli (2002-2003), Flikken Gent (2008) en Spoed (2006). Ook zat ze regelmatig in de jury van de Mini-playbackshow (1987-1990).

## Sesamstraat
Diels nam in 1975 deel aan een auditie voor een menselijk personage in het kinderprogramma Sesamstraat. Aangezien het aanvankelijk om een Nederlands-Belgische coproductie ging, werd een Vlaamse actrice gezocht als tegenspeelster voor Piet Hendriks. Haar personage in Sesamstraat kreeg dezelfde (roep)naam als de actrice en was een onafhankelijke jonge vrouw, die een eigen levensmiddelenwinkel uitbaatte, waar de bewoners van de straat hun boodschappen kwamen doen. Het personage van Sien had een feministische inslag en probeerde meermaals genderpatronen te doorbreken.
Geleidelijk evolueerde het personage Sien tot een soort moederfiguur voor de poppen.
Sien Diels leed aan dementie. Op een gegeven moment lukte haar het acteren niet meer. Ze overleed op 74-jarige leeftijd.

## Filmografie
| Titel                       | Functie     | Jaar       | Medium    |
| --------------------------- | ----------- | ---------- | --------- |
| Tim                         | actrice     | 1975       | televisie |
| Als schilders konden praten | actrice     | 1976       | televisie |
| De danstent                 | actrice     | 1976       | televisie |
| Sesamstraat                 | actrice     | 1976-2012  | televisie |
| Bitter Lemon                | actrice     | 1981       | televisie |
| Intocht van Sinterklaas     | actrice     | 1982       | televisie |
| Sesamstraat is jarig        | actrice     | 1984       | televisie |
| De Sneeuwman                | stemactrice | 1984       | film      |
| Sinterklaas in Sesamstraat  | actrice     | 1987-2011  | televisie |
| Mini-playbackshow           | jurylid     | 1987-1990  | televisie |
| Commissaris                 | actrice     | 1992       | televisie |
| Saartje en Tommie           | stemactrice | 1992       | video     |
| Sailor Moon                 | stemactrice | 1992-1997  | televisie |
| Sesamstraat 20 jaar         | actrice     | 1996       | televisie |
| Heterdaad                   | actrice     | 1997       | televisie |
| Sesamstraat in Paradiso     | actrice     | 2000       | televisie |
| Recht op Recht              | actrice     | 2000, 2002 | televisie |
| F.C. De Kampioenen          | actrice     | 2001       | televisie |
| Sedes & Belli               | actrice     | 2002-2003  | televisie |
| Thuis                       | actrice     | 2003       | televisie |
| Witse                       | actrice     | 2004       | televisie |
| Open huis in Sesamstraat    | actrice     | 2006       | televisie |
| Spoed                       | actrice     | 2006       | televisie |
| Flikken                     | actrice     | 2008       | televisie |
| Aspe                        | actrice     | 2009       | televisie |
| Mina Moes                   | actrice     | 2011       | film      |

- International Standard Name Identifier: 0000 0003 9652 7108
- MusicBrainz: cec2e7f3-bc75-4125-ba65-bff5ed806810
- Nederlandse Thesaurus van Auteursnamen: 096506423
- Virtual International Authority File: 291490770